# ジョン・ブリアートン (第4代ブリアートン男爵)
第4代ブリアートン男爵ジョン・ブリアートン（英語: John Brereton, 4th Baron Brereton、1659年12月2日 – 1718年）は、アイルランド貴族。

## 生涯
第3代ブリアートン男爵ウィリアム・ブリアートンとフランシス・ウィラビー（Frances Willoughby、1680年9月12日埋葬、第5代パラムのウィラビー男爵フランシス・ウィラビーの娘）の息子として、1659年12月2日に生まれ、4日にコヴェント・ガーデンの聖ポール教会で洗礼を受けた。
1680年3月19日に父が死去すると、ブリアートン男爵の爵位を継承した。1689年5月7日にジェームズ2世がアイルランド議会を招集した際、議会に出席しなかった。
1686年、メアリー・ティッピング（Mary Tipping、1655年頃 – 1715年2月、サー・トマス・ティッピングの娘）と結婚した。
1718年、ブリアートンで死去、弟フランシスが爵位を継承した。